# تپه چم بتان علیا
تپه چم بتان علیا (هـ. ۲۰) در شهرستان هرسین، روستای نادر آباد واقع شده و این اثر در تاریخ ۲۴ فروردین ۱۳۸۲ با شمارهٔ ثبت ۸۱۴۴ به‌عنوان یکی از آثار ملی ایران به ثبت رسیده است.